# Sint Walburgstraat
De Sint-Walburgstraat is een korte straat in het centrum van de stad Groningen. De straat is vernoemd naar de verdwenen Sint-Walburgkerk.

## Monumenten
De Sint-Walburgstraat telt vier bouwwerken die zijn aangewezen als rijksmonument en drie die worden beschermd als gemeentelijk monument.
| Adres                                  | Beschrijving | Monument  | Afbeelding |
| -------------------------------------- | --- | --------- | ---------- |
| Sint-Walburgstraat 1                   | Pictura | RM 18733  |            |
| Sint-Walburgstraat 2 Martinikerkhof 27 | 19e eeuw pand, drie verdiepingen onder afgeknot schilddak                                                                           | GM 102546 |            |
| Sint-Walburgstraat 3                   | Eenvoudig pand met verdieping onder zadeldak met voorschild                                                                         | RM 18734  |            |
| Sint-Walburgstraat 5                   | Eenvoudig pand onder puntgevel met hijsbalk                                                                                         | RM 18735  |            |
| Sint-Walburgstraat 7                   | Hoekpand met verdieping onder hoog dwars zadeldak, aan weerszijden van ingang en op verdieping twee smalle vensters met tien ruiten | RM 18736  |            |
| Sint-Walburgstraat 9                   | Voormalig belastingkantoor uut 1917, later onder meer Natuurmuseum                                                                  | GM 103296 |            |
| Sint-Walburgstraat 24, hoek Hofstraat  | Voormalige HBS voor Meisjes | GM 102352 |            |

Achter de Muur · 
Akerkhof · 
Akerkstraat · 
Broerstraat · 
Brugstraat ·
Bruine Ruiterstraat ·
Burchtstraat · 
Butjesstraat ·
Carolieweg ·
Coehoornsingel · 
Donkersgang · 
Driften · 
Emmaplein · 
Folkingestraat · 
Folkingedwarsstraat ·
Ganzevoortsingel · 
Gasthuisstraatje ·
Gedempte Kattendiep ·
Gedempte Zuiderdiep ·
Gelkingestraat ·
Grote Kromme Elleboog ·
Grote Markt ·
Guldenstraat ·
Guyotplein ·
Haddingestraat ·
Haddingedwarsstraat ·
Hardewikerstraat ·
Hereplein · 
Herebinnensingel ·
Heresingel ·
Herestraat ·
Hoekstraat ·
Hofstraat ·
Hoge der A ·
Hoogstraatje ·
Jacobijnerstraat ·
Kleine der A ·
Kattenhage ·
Kleine Kromme Elleboog ·
't Klooster ·
Kostersgang ·
Koude Gat ·
Kreupelstraat ·
Kwinkenplein ·
De Laan ·
Lage der A ·
Lopende Diep ·
Lutkenieuwstraat ·
Marktstraat ·
Martinikerkhof ·
Munnekeholm ·
Muurstraat ·
Naberstraat ·
Nieuwe Boteringestraat ·
Nieuwe Ebbingestraat ·
Nieuwe Kerkhof ·
Nieuwe Kijk in 't Jatstraat ·
Nieuwe Markt ·
Nieuwstad ·
Noorderhaven ·
Oosterstraat ·
Ossenmarkt ·
Oude Boteringestraat ·
Oude Ebbingestraat ·
Oude Kijk in 't Jatstraat ·
Papengang ·
Pausgang · 
Pelsterstraat ·
Peperstraat ·
Poelestraat ·
Praediniussingel ·
Rademarkt ·
Radesingel ·
Reitemakersrijge ·
Rode Weeshuisstraat ·
Schoolstraat · 
Schoolholm · 
Schuitemakersstraat ·
Schuitendiep · 
Sieboldsgang · 
Singelstraat · 
Sint Jansstraat ·
Sint Walburgstraat ·
Spilsluizen ·
Stationsstraat ·
Steentilstraat ·
Stoeldraaierstraat · 
Torenstraat · 
Turfstraat ·
Turfsingel ·
Turftorenstraat ·
Ubbo Emmiussingel ·
Vismarkt ·
Visserstraat ·
Waagstraat ·
Zoutstraat ·
Zwanestraat